# Mitrídates II de Cío
Mitrídates II de Cío fue gobernador de la ciudad de Cío en Misia entre los años 337 a. C. y 302 a. C., por cuenta del Imperio aqueménida.
Sucedió a su padre Ariobarzanes II. Diodoro Sículo le asigna un gobierno de treinta y cinco años, pero parece que no fue de manera ininterrumpida. No se conocen exactamente las circunstancias de su gobierno, hasta su muerte en el año 302 a. C. Al parecer, se sometió a Antígono I Monóftalmos, el cual, para prevenir que se uniera a la liga de Casandro y sus confederados, le mandó asesinar en su ciudad de Cío.
Según Luciano de Samosata no tenía menos de 84 años cuando murió, por lo que no es improbable que fuera el mismo Mitrídates, hijo de Ariobarzanes, que en su juventud eludió y dio muerte a Datames. Hijo suyo fue Mitrídates I del Ponto.